# Canton de Conflans
Cet article court présente un sujet plus développé dans : Albertville.
Le canton de Conflans est une ancienne division administrative française du département de la Savoie, disparue en 1835, après la fusion de son chef-lieu, Conflans, avec la commune de L'Hôpital, qui a donné naissance à la commune d'Albertville. Deux nouveaux cantons en sont issus, les cantons d'Albertville-Nord et d'Albertville-Sud.